# Liga Uruguaya de Básquetbol de Ascenso
La Liga Uruguaya de Ascenso, popularmente conocida simplemente como El Metro, es una competición de básquetbol organizada por la FUBB la cual nuclea a los clubes de segunda división de la capital. Los equipos participantes de este torneo luchan por ascender a la Liga Uruguaya de Básquetbol.
El torneo se denominaba originalmente Intermedia, y luego Federal de Segunda. En el año 2004, cambió su nombre a Metropolitano de Básquetbol, pasando a denominarse como Metropolitano o simplemente Metro. En 2016 cambia su nombre a Liga Uruguaya de Ascenso. En 2017 cambia nuevamente su nombre, para denominarse "El Metro".[cita requerida]
El equipo que disputó más ediciones del torneo es Verdirrojo BBC. Los clubes con más campeonatos son el Club Atlético Tabaré, Club Atlético Bohemios y Club Atlético Atenas.

## Equipos participantes
| Club           | Ciudad     | Estadio                        | Capacidad | Fundación               | Temporadas | Edición 2017              |
| -------------- | ---------- | ------------------------------ | --------- | ----------------------- | ---------- | ------------------------- |
| 25 de Agosto   | Montevideo | 25 de Agosto                   | 300       | 25 de agosto de 1948    | 0          | 7°                        |
| Atenas         | Montevideo | Estadio Antonio María Borderes | 1,565     | 11 de agosto de 1918    | 10         | 1° (Campeón)              |
| Auriblanco     | Montevideo | Gimnasio Roberto Vázquez       | 250       | 12 de octubre de 1959   | 0          | 10° (Playoff permanencia) |
| Capitol        | Montevideo | Gimnasio Carlos Garbuyo        | 480       | 19 de abril de 1934     | 0          | 8°                        |
| Colón          | Montevideo | Colón                          | 1,000     | 12 de marzo de 1907     | 0          | 12° (Playoff permanencia) |
| Cordón         | Montevideo | Estadio Julio C. Zito Borrallo | 710       | 8 de mayo de 1944       | 9          | 3° (Playoffs ascenso)     |
| Marne          | Montevideo | Marne                          | 200       | 11 de noviembre de 1953 | 0          | 13° (Descenso)            |
| Miramar        | Montevideo | Miramar                        | 150       | 29 de enero de 1953     | 0          | 6°                        |
| Sayago         | Montevideo | Gimnasio Roberto Moro          | 660       | 15 de noviembre de 1923 | 11         | 2° (Ascenso)              |
| Stockolmo      | Montevideo | Gimnasio Héctor Domínguez      | 700       | 25 de julio de 1919     | 0          | 11° (Playoff permanencia) |
| Tabaré         | Montevideo | Tabaré                         | 1,100     | 9 de julio de 1931      | 5          | 5° (Playoff ascenso)      |
| Unión Atlética | Montevideo | Unión Atlética                 | 650       | 29 de julio de 1921     | 11         | 9°                        |
| Verdirrojo     | Montevideo | Verdirrojo                     | 350       | 6 de diciembre de 1948  | 0          | 4° (Ascenso)              |

## Historial
| Temporada | Campeón               | Asciende          | Desciende             | Varios                            |
| --------- | --------------------- | ----------------- | --------------------- | --------------------------------- |
| 2004      | Stocolkmo             | Stocolkmo         | Sayago                | -                                 |
| 2004      | Stocolkmo             | Stocolkmo         | Reducto               | -                                 |
| 2005      | Tabaré                | Goes              | 25 de Agosto          | -                                 |
| 2005      | Tabaré                | Goes              | Capitol               | -                                 |
| 2006      | Welcome               | Hebraica y Macabi | Ateneo                | -                                 |
| 2006      | Welcome               | Hebraica y Macabi | Las Bóvedas           | -                                 |
| 2007      | Bohemios              | Tabaré            | Stockolmo             | Juventud no jugó y descendió      |
| 2007      | Bohemios              | Cordón            | Juventud              | Juventud no jugó y descendió      |
| 2008      | Capurro               | Aguada            | Guruyú Waston         | -                                 |
| 2008      | Capurro               | Aguada            | Marne                 | -                                 |
| 2009      | Montevideo            | Welcome           | Urunday Universitario | Goes no jugó y descendió          |
| 2009      | Montevideo            | Welcome           | Goes                  | Goes no jugó y descendió          |
| 2010      | Waston                | Larre Borges      | Olivol Mundial        | -                                 |
| 2010      | Waston                | Larre Borges      | Marne                 | -                                 |
| 2011      | Tabaré                | Nacional          | Capurro               | Capurro no jugó y descendió       |
| 2011      | Tabaré                | Nacional          | 25 de Agosto          | Capurro no jugó y descendió       |
| 2012      | Atenas                | Goes              | Romis Nelimar         | -                                 |
| 2013      | Larre Borges          | Guruyú Waston     | Colón                 | Colón descendió por una sanción   |
| 2014      | Urunday Universitario | Welcome           | 25 de Agosto          | -                                 |
| 2014      | Urunday Universitario | Tabaré            | 25 de Agosto          | -                                 |
| 2015      | Cordón                | Unión Atlética    | Guruyú Waston         | Guruyú Waston no jugó y descendió |
| 2015      | Cordón                | Sayago            | Yale                  | Guruyú Waston no jugó y descendió |
| 2016      | Larrañaga             | Nacional          | Montevideo            | Larrañaga rechazó el ascenso      |
| 2016      | Larrañaga             | Bohemios          | Olivol Mundial        | Larrañaga rechazó el ascenso      |
| 2017      | Atenas                | Sayago            | Marne                 | -                                 |
| 2017      | Atenas                | Verdirrojo        | Marne                 | -                                 |